# Kamervocht
Het kamervocht of humor aquosus is een dikke waterige substantie die zich in het voorste deel van het oog bevindt.

## Aanmaak en afvoer
Het kamervocht wordt aangemaakt door het straallichaam, ofwel corpus ciliare, in de achterste oogkamer, het gaat langs de lens naar de voorste oogkamer. Vanaf daar wordt het 'oude' kamervocht door het trabeculair netwerk (trabeculum) en door de kanaaltjes van Schlemm afgevoerd naar de bloedbaan. Zo wordt het vocht ieder anderhalf uur ververst.
In een gezond oog vermengt het kamervocht zich niet met het glasvocht.

## Functies
Het kamervocht heeft de volgende functies:
- Met het kamervocht wordt de oogdruk op peil gehouden.
- Het zorgt voor de aanvoer van voedingsstoffen voor de aangrenzende vaatloze oogweefsels, zoals het achterste deel van het hoornvlies, de lens, en het trabeculair netwerk.
- Het voert de afvalstoffen af van bovenstaande oogweefsels.
- De aanwezigheid van antistoffen wijzen op een rol in het immuunsysteem.
- Het houdt het oog vochtig.

## Verwante aandoeningen
Glaucoom is een oogaandoening gekarakteriseerd door een verhoogde oogdruk, veroorzaakt door een verhoogde productie van kamervocht of een afname van de afvoer van het kamervocht. Een reden voor een verlaagde afvoer kan zijn door een abnormaal werkend trabeculair netwerk of afbraak van dit netwerk door verwonding of ontsteking van de iris.